# Robert Zimmermann (Schauspieler)
Robert Zimmermann (* 3. September 1988 in Halle (Saale)) ist ein deutscher Schauspieler.

## Leben
Robert Zimmermann wuchs in Brand-Erbisdorf (Sachsen) auf. Ein freiwilliges kulturelles Jahr (FSJ), das er nach dem Abitur absolvierte, führte ihn an das T-Werk in Potsdam. Danach zog es ihn zum ersten Mal nach Berlin, wo er in verschiedenen Berufen, unter anderem für die Firma Artis am Konzerthaus Berlin, der Philharmonie Berlin und den Friedrichstadtpalast arbeitete. Seit dieser Zeit spielte er in verschiedenen Theaterproduktionen, unter anderem auf Bühnen in Dresden, Berlin und Leipzig. Von 2009 bis 2012 studierte Zimmermann Sprechwissenschaft an der Martin-Luther-Universität Halle-Wittenberg und machte dort den Bachelor. Daran anschließend begann er in Hannover ein Studium an der Hochschule für Musik, Theater und Medien, das er 2016 abschloss. Im Zuge dieser Ausbildung erhielt Zimmermann ein Deutschlandstipendium im Bereich Schauspiel. Stationen seiner Bühnenlaufbahn waren seit 2015 das Oldenburgische Staatstheater, das Schauspiel Hannover und das Altonaer Theater in Hamburg. In der Spielzeit 2016/17 war Zimmermann am Berliner Theater an der Parkaue verpflichtet. Ab Sommer 2017 war er freischaffend tätig und arbeitete in Berlin und Hamburg. Von 2018 bis zum Ende der Spielzeit 2022/2023 war er festes Mitglied des Ensembles der Landesbühne Niedersachsen Nord. Seit August 2023 ist er als freier Schauspieler, Musiker und Sprecher tätig. Er lebt in Osnabrück.

## Filmografie (Auswahl)
- 2014: Beautiful Day (Kurzfilm)
- 2015: Ausbruch in die Kunst: Die Zelle des Julius Klingebiel
- 2016: Tapetenwechsel (Kurzfilm)
- 2016: Alles Klara – Trauerschnäpper
- 2017: jerks. (Folge 1)
- 2017: Die Spezialisten – Im Namen der Opfer – Auge um Auge
- 2017: Friesland – Krabbenkrieg
- 2019: Die Kanzlei – Hundstage
- 2023: Stralsund: Der lange Schatten

## Theater (Auswahl)
- 2015: Die erstaunlichen Abenteuer der Maulina Schmitt. Regie: Isabel Osthues[4]
- 2015: Was ihr wollt. Regie: Marius von Mayenburg[4]
- 2016: Die Känguru Chroniken. Regie: Hans Schernthaner[4]
- 2016: Biedermann und die Brandstifter. Regie: David Czesienksi[4]
- 2018: The Black Rider. Regie: Olaf Strieb[4]
- 2018: Die Nordsee. Regie: Sascha Bunge[4]
- 2019: Auerhaus. Regie: Albrecht Hirche[5]
- 2019: Fabian – Der Gang vor die Hunde. Regie: Tim Egloff[4]
- 2019: Cabaret. Regie: Olaf Strieb[4]
- 2021: Der Fliegende Holländer. Regie: Sascha Bunge[6]
- 2021: Wir sind Niedersachsen. Regie: Olaf Strieb[7]
- 2021: Mord im Orientexpress. Regie: Robert Teufel[8]
- 2022: Anatevka. Regie: Olaf Strieb[9]
- 2022: Hase Hase. Regie: Robert Teufel[10]
- 2022: Zeugin der Anklage. Regie: Nina Pichler[11]
- 2022: Hairspray. Regie: Olaf Strieb[12]
- 2023: Der kaukasische Kreidekreis. Regie: Sascha Bunge[13]
- 2024: Corpus Delicti. Regie: Isabel Osthues[14]

## Hörspiele
- 2014: Am Sonntag zwischen Krieg und Frieden – Autor: Gordian Maugg – Regie: Gordian Maugg und Holger Rink